# Szirusz Din-Mohammadi
Szirusz Din-Mohammadi (perzsául: سیروس دین‌محمدی; Tebriz, 1970. július 2. –) iráni labdarúgó-középpályás.